# Прорыв у Очеретино
Бои за Очеретино, также Прорыв у Очеретино – наступательная операция российских войск в апреле – мае 2024 в ходе вторжения России на Украину в районе посёлка городского типа  Очеретино Донецкой области. Итогом операции стал прорыв обороны украинских войск и оккупация российской армией как самого Очеретино, так и ещё нескольких населённых пунктов.

## Предыстория
После окончательной потери Авдеевки 17 февраля 2024 года украинские войска отошли западнее города, и начавшегося наступления Российских войск оставив сёла Ласточкино, Степовое и Северное.  К 27 февраля линия фронта стабилизировалась по линии Тоненькое – Орловка – Бердычи. К концу марта – началу апреля российские войска взяли село Тоненькое и вышли к Семёновке, линия фронта стала проходить по реке Дурная. Ожидалось, что российские войска сосредоточат свои дальнейшие усилия южнее, в направлении Карловки и Нетайлово, поскольку Очеретино находится на возвышенности и украинская оборона в нём оценивалась как сильная.
Очеретино являлось важным логистическим центром для ВСУ, так как через него проходит железная дорога на Покровск.

## Силы сторон
Изначально под Очеретино действовали российская 30-я мотострелковая бригада и украинская 115-я механизированная бригада. К 26 апреля российское военное командование задействовало у Очеретино, помимо 30-й мотострелковой бригады, также 15-ю и 74-ю мотострелковые бригады, части 90-й танковой дивизии и спецназа. Украинские войска были представлены 23-й, 25-й, 47-й (возвращённой обратно после отвода), 100-й и 115-й механизированными бригадами, 25-й десантно-штурмовой бригадой, 3-й штурмовой бригадой и 425-м штурмовым батальоном.

## Ход операции
17-18 апреля 2024 года российские войска продвинулись на 3 километра вдоль железной дороги и достигли южных окраин Очеретино, а также вышли на окраины Новокалиново (в нескольких километрах восточнее Очеретино). Была прорвана первая линия обороны ВСУ. К 22 апреля российские войска достигли центральной части Очеретино, захватив железнодорожную станцию и водрузив флаг на здании поселковой администрации. 
В Очеретино прорвалась российская 30-я мотострелковая бригада, разгромившая 115-ю механизированную бригаду ВСУ, которая должна была сменить отведённую на отдых и пополнение 47-ю механизированную бригаду. Telegram-канал Deep State, имеющий тесные связи с украинской армией, в своём сообщении отметил, что командиры 115-й механизированной бригады «несут ответственность за развал обороны во всем секторе, допустив значительные потери». Также канал утверждал, что бригада оставила позиции без приказа. 115-я бригада выступила с опровержением этих сообщений. Причины, по которым произошёл прорыв, должна была установить специально созданная военная комиссия. 
Также в Очеретино российскими военными были заняты позиции 110-й механизированной бригады ВСУ. 
Развивая наступление, 25 апреля российские войска взяли под контроль расположенное южнее Очеретино село Новобахмутовка, 27 апреля – село Соловьёво, 28 апреля – сёла Семёновка и Бердычи, 4 мая – села Архангельское, Новокалиново и посёлок Керамик. К 27 апреля российские войска вышли к западной окраине Очеретино, и  5 мая установили полный контроль  над посёлком. К началу июня 2024 года российские войска вели бои в селах Сокол и Новоалександровка западнее Очеретино.

## Последующие события
В середине июля 2024 года после нескольких месяцев тяжёлых боёв ВС РФ прорвались вдоль железной дороги Покровск-Артёмовск и заняли село Прогресс вместе с его железнодорожной станцией, что создало тяжёлую ситуацию для украинских сил на направлении Покровска. После этого ВС РФ обошли позиции ВСУ, обороняющие соседние участки фронта и вышли к ним в тыл, принудив к оставлению позиций. 24 июля 2 батальона 31 ОМБр оказались в окружении в районе села Прогресс, но 25 июля они беспорядочно отступили. ВСУ провели контратаки при поддержке танков, но не смогли остановить наступательные действия российских военных. В результате продвижение ВС РФ в сторону Покровска составило несколько километров. По информации OSINT-канала Deep State, тесно связанного с Минобороны Украины, ВС РФ заняли сёла Весёлое и Тимофеевка.

## Оценки
The New York Times указывает на то, что прорыв у Очеретино является свидетельством того, что даже небольшая трещина в линии обороны украинских войск может привести к значительным последствиям, поскольку недостаточно укомплектованные украинские подразделения могут быть обойдены и окружены.  
Как отмечает The Guardian, прорыв у Очеретино стал значительным успехом российских войск, он позволил им обойти северный фланг выстроенной украинскими войсками обороны. 
По мнению издания Meduza, прорыв у Очеретино свидетельствовал о кризисе обороны украинских войск. Захват Очеретино создал возможность наступления российских войск с юга по направлению на Константиновку, что вместе с наступлением со стороны Часова Яра позволял окружить ВСУ в крупной агломерации Торецк – Нью-Йорк. Также стало возможно наступление на дорогу Покровск — Константиновка, являющуюся важной линией снабжения ВСУ. 
По словам председателя исследовательской группы «Украинский центр безопасности и сотрудничества» Сергея Кузана, командование ВСУ было поставлено перед «выбором между плохой ситуацией и еще худшей» и предпочло потерять территории, а не солдат. 